# Gamleby fotoskola
Gamleby fotoskola är en fotoskola i Gamleby i Västerviks kommun. Skolan startades 1961 av flygfotografen Otto Josefsson. Skolan var till en början inriktad på att utbilda yrkesfotografer, men har efter 2016 blivit en skola helt inriktad mot konstnärlig fotografi. Skolan är en del av Gamleby folkhögskola.
Verksamheten bedrivs 2019 av fotograferna Simon Berg och Lotta Törnroth.

## Verksamhet
Fotoskolan bedriver 2018 ett flertal kurser i fotografi med inriktning på konstfotografi och högskoleförberedande studier. Skolan har två CSN-berättigade heltidskurser:  Gestaltande fotografi som sedan 2002 bedrivs i Gamleby och är en heltidskurs i konstnärlig fotografi samt Fotografiska processer Distans som bedrivs via internet och har deltagare från hela landet. Skolan bedriver också kortare kurser under sommar och höstlov.